# Calvin Harris
Calvin Harris, artiestennaam van Adam Richard Wiles (Dumfries, 17 januari 1984), is een Schotse singer-songwriter, dj en producer van elektronische muziek. Zijn professionele carrière begon in 2006 en een jaar later scoorde hij met Acceptable in the 80's zijn eerste hit in het Verenigd Koninkrijk. In 2009 volgde zijn internationale doorbraak, waarna Harris wereldwijd grote hits scoorde met nummers als We found love (2011), Summer (2014), Blame (2014), How deep is your love (2015), Feels (2017), One kiss (2018), Promises (2018) en Giant (2019).

## Carrière

### Beginjaren
Calvin Harris raakte al op jonge leeftijd geïnteresseerd in muziek en begon in zijn tienerjaren zelf demo's op te nemen. Na de middelbare school vertrok hij voor korte tijd naar Londen om daar de muziekscène te ontdekken. Door het plaatsen van zijn muziek op zijn MySpace-profiel werd hij uiteindelijk opgemerkt door een groter publiek. In 2006 tekende hij contracten bij EMI Music en Sony BMG.
Met behulp van een Amiga-computer produceerde Harris zijn debuutalbum: I created disco (2007). Het album (geheel door hemzelf geschreven, gezongen en geproduceerd) werd in het Verenigd Koninkrijk goed ontvangen en met een gouden plaat bekroond. De single Acceptable in the 80's werd zijn eerste hit en bereikte de top 10 van de UK Singles Chart. De opvolger The girls bleek zelfs nog succesvoller en kwam in die hitlijst tot nummer 3. Ter promotie van zijn album trad Harris op in het voorprogramma tijdens de Britse tournees van respectievelijk Faithless en Groove Armada.
Zijn groeiende populariteit leidde tot nieuwe kansen en samenwerkingen met gevestigde artiesten. Zo produceerde Harris twee nummers voor het album X van Kylie Minogue, waaronder de hit In my arms. Ook werkte hij samen met Róisín Murphy voor haar album Overpowered, hoewel geen van zijn nummers uiteindelijk op dat album kwam te staan. Harris maakte ook remixen voor artiesten als All Saints, Groove Armada, Jamiroquai en The Ting Tings.
In 2008 scoorde Harris in zijn thuisland voor het eerst een nummer 1-hit met het nummer Dance wiv me, een samenwerking met rapper Dizzee Rascal en zanger Chrome.

### 2008-2010:Ready for the weekend
In augustus 2009 bracht Harris zijn tweede studioalbum Ready for the weekend uit, waarop hij wederom zelf grotendeels de teksten, vocalen en productie verzorgde. De eerste single hiervan was het al eerder uitgebrachte I'm not alone, dat ook buiten de Britse eilanden werd opgepikt. Zowel album als single kwamen in het Verenigd Koninkrijk binnen op nummer 1. De opvolgende singles Ready for the weekend, Flashback en You used to hold me waren ook redelijk succesvol.
Ondanks zijn succes bleek Harris niet tevreden te zijn over zijn eigen zangkwaliteiten. Hij verklaarde zich als zanger tijdens liveoptredens niet comfortabel te voelen en besloot daarom voortaan te gaan werken met gastzangers. Zijn rol als tekstschrijver, producent en dj bleef ongewijzigd.
Gedurende 2009 en 2010 maakte Harris remixen voor uiteenlopende artiesten, zoals Kaiser Chiefs, Katy Perry, Shakira, Mika, David Guetta en Kelis. Hij werkte ook samen met Tiësto (op het nummer Century) en opnieuw met Kylie Minogue (voor het nummer Too much van haar album Aphrodite).

### 2011-2013:18 Months
In de zomer van 2011 scoorde Harris een grote hit met Bounce, een samenwerking met de Amerikaanse zangeres Kelis. Later dat jaar verzorgde hij het voorprogramma tijdens de Europese Loud Tour van zangeres Rihanna, met wie hij tevens de single We found love opnam. Dit nummer, dat fungeerde als de eerste single van Rihanna's album Talk that talk, groeide uit tot een wereldhit met nummer 1-noteringen in meer dan 25 landen. In de Amerikaanse Billboard Hot 100 stond het tien weken op de eerste plaats, in het Verenigd Koninkrijk zes. Een andere samenwerking met Rihanna, Where have you been, was eveneens succesvol. Ondertussen scoorde Harris ook goed met zijn solosingle Feel so close.
Na het schrijven en produceren van nummers voor onder anderen Mary J. Blige, Scissor Sisters, Cheryl Cole en Florence + The Machine bracht Harris in oktober 2012 zijn derde studioalbum uit, getiteld 18 Months. Voor dit album nam hij onder meer nummers op met Ne-Yo, Example, Florence Welch en Tinie Tempah, die allemaal met succes op single werden uitgebracht. Ook de singles I need your love (met Ellie Goulding) en Thinking about you (met Ayah Marar) werden hits. Het album werd enthousiast ontvangen bij pers en publiek en bevestigde Harris' status als een van de meest populaire dj's.

### 2013-2015:Motion
In oktober 2013 bracht Harris Under control uit, een samenwerking met de Zweedse dj Alesso en de band Hurts. Het leverde hem in het Verenigd Koninkrijk zijn vijfde nummer 1-hit op. Meer grote successen volgden in 2014, toen Harris wereldwijde hits scoorde met de singles Summer (dat hij zelf inzong) en Blame (met zang van John Newman). Beide nummers bereikten de nummer 1-positie van zowel de UK Singles Chart als de Nederlandse Top 40.
Eind oktober 2014 verscheen Motion, Harris' vierde studioalbum. Naast de genoemde nummer 1-hits (Under control, Summer en Blame) bevatte dit album ook de singles Outside (een samenwerking met Ellie Goulding) en Pray to God (een samenwerking met de Amerikaanse band Haim). Het album bereikte in verschillende landen de top 10, maar verkocht aanzienlijk minder exemplaren dan de voorganger 18 Months.
In 2015 werkte Harris samen met het trio Disciples op de single How deep is your love. In de Nederlandse Top 40 werd dit zijn derde nummer 1-hit.

### 2016-2017:Funk Wav Bounces Vol. 1
In april 2016 scoorde Harris opnieuw een mondiale hit met This is what you came for, een nummer waarvoor hij opnieuw samenwerkte met Rihanna. Hij werkte in dat jaar ook opnieuw samen met Dizzee Rascal en John Newman. In september 2016 bracht Harris de single My way uit, waarop hij zelf de vocalen verzorgde. Deze single werd een top 5-hit in meer dan 15 landen.
Zijn vijfde studioalbum, getiteld Funk Wav Bounces Vol. 1, verscheen in juni 2017. Hierop staan samenwerkingen met onder meer Ariana Grande en Nicki Minaj en met rappers als Travis Scott, Snoop Dogg en Future. De single Slide (met Frank Ocean en Migos) scoorde redelijk, maar de grootste hit van het album werd Feels (een samenwerking met Katy Perry, Pharrell Williams en Big Sean). Deze single bracht Harris na drie jaar terug op de eerste plaats van de Britse hitlijsten en werd wereldwijd, net als veel van zijn voorgaande hits, onderscheiden met gouden en platina platen.
In 2017 was Harris de meest verdienende dj ter wereld; hij verdiende dat jaar ruim 41 miljoen euro.

### 2018-nu
Met medewerking van de Britse zangeres Dua Lipa nam Harris in 2018 de single One kiss op, een nummer dat uitgroeide tot een van de meest succesvolle uit zijn carrière. In veel landen werd het een enorme hit, niet in het minst in Vlaanderen en Nederland. In de Vlaamse Ultratop 50 hield de single het 13 weken vol op de eerste plaats en in de Nederlandse Top 40 zelfs 16 weken, een record. Zowel in Nederland en Vlaanderen als in het Verenigd Koninkrijk werd het de grootste en bestverkochte hit van 2018.
Nog in hetzelfde jaar wist Harris zijn succes te prolongeren met de single Promises, een samenwerking met Sam Smith. Het leverde hem opnieuw een grote hit op en nummer 1-noteringen in onder meer het Verenigd Koninkrijk en Vlaanderen.
In februari 2019 won Harris voor het eerst in zijn carrière twee Brit Awards. Harris, die hier in zijn carrière al vaak voor genomineerd was maar nooit eerder won, viel in de prijzen in de categorieën "Beste Single" (voor One kiss) en "Beste Producer". Tijdens de awardshow trad hij op met Dua Lipa, Sam Smith en Rag'n'Bone Man. Met laatstgenoemde artiest bracht hij de single Giant uit, waarmee hij wederom een internationale hit scoorde.

## Privé
Harris trouwde op 9 september 2023 met presentatrice Vick Hope.

## Discografie

### Albums
| Album met eventuele hitnotering(en) in de Nederlandse Album Top 100 | Datum van verschijnen | Datum van binnenkomst | Hoogste positie | Aantal weken | Opmerkingen |
| ------------------------------------------------------------------- | --------------------- | --------------------- | --------------- | ------------ | ----------- |
| 18 Months                                                           | 26-10-2012            | 03-11-2012            | 24              | 9            |             |
| Motion                                                              | 31-10-2014            | 08-11-2014            | 25              | 9            |             |
| Funk Wav Bounces Vol.1                                              | 30-06-2017            | 08-07-2017            | 5               | 13           |             |

| Album met hitnotering(en) in de Vlaamse Ultratop 200 albums | Datum van verschijnen | Datum van binnenkomst | Hoogste positie | Aantal weken | Opmerkingen |
| ----------------------------------------------------------- | --------------------- | --------------------- | --------------- | ------------ | ----------- |
| 18 Months                                                   | 2012                  | 03-11-2012            | 50              | 48           |             |
| Motion                                                      | 2014                  | 08-11-2014            | 20              | 122*         |             |
| Funk Wav Bounces Vol.1                                      | 2017                  | 08-07-2017            | 14              | 15           |             |
| 96 Months                                                   | 2024                  | 17-08-2024            | 79              | 29           |             |

### Singles
| Single met eventuele hitnotering(en) in de Nederlandse Top 40 | Datum van verschijnen | Datum van binnenkomst | Hoogste positie | Aantal weken | Opmerkingen                                                                             |
| ------------------------------------------------------------- | --------------------- | --------------------- | --------------- | ------------ | --------------------------------------------------------------------------------------- |
| I'm Not Alone                                                 | 13-04-2009            | 02-05-2009            | tip5            | -            | Nr. 62 in de Single Top 100                                                             |
| Ready for the Weekend                                         | 11-09-2009            | 03-10-2009            | tip10           | -            |                                                                                         |
| Bounce                                                        | 30-05-2011            | 16-07-2011            | 28              | 7            | met Kelis / Nr. 27 in de Single Top 100                                                 |
| We Found Love                                                 | 22-09-2011            | 08-10-2011            | 3               | 22           | met Rihanna / Nr. 3 in de Single Top 100 / Alarmschijf                                  |
| Feel So Close                                                 | 29-08-2011            | 26-11-2011            | 15              | 16           | Nr. 32 in de Single Top 100                                                             |
| Let's Go                                                      | 26-03-2012            | 12-05-2012            | 27              | 12           | met Ne-Yo / Nr. 44 in de Single Top 100                                                 |
| We'll Be Coming Back                                          | 30-07-2012            | 08-09-2012            | 30              | 4            | met Example / Nr. 28 in de Single Top 100                                               |
| Sweet Nothing                                                 | 01-10-2012            | 03-11-2012            | 22              | 12           | met Florence Welch / Nr. 29 in de Single Top 100                                        |
| Drinking from the Bottle                                      | 2012                  | 05-01-2013            | tip4            | -            | met Tinie Tempah / Nr. 83 in de Single Top 100                                          |
| I Need Your Love                                              | 12-04-2013            | 18-05-2013            | 29              | 7            | met Ellie Goulding / Nr. 33 in de Single Top 100                                        |
| Thinking About You                                            | 2013                  | 24-08-2013            | 18              | 11           | met Ayah Marar / Nr. 35 in de Single Top 100                                            |
| Under Control                                                 | 2013                  | 02-11-2013            | tip2            | -            | met Alesso & Hurts / Nr. 59 in de Single Top 100                                        |
| Eat Sleep Rave Repeat (Calvin Harris remix)                   | 27-10-2013            | 21-12-2013            | 8               | 12           | met Fatboy Slim, Riva Starr & Beardyman / Nr. 2 in de Single Top 100                    |
| Summer                                                        | 2014                  | 05-04-2014            | 1 (2wk)         | 29           | Nr. 3 in de Single Top 100                                                              |
| Blame                                                         | 2014                  | 20-09-2014            | 1 (2wk)         | 24           | met John Newman / Nr. 3 in de Single Top 100 / Alarmschijf                              |
| Outside                                                       | 2014                  | 29-11-2014            | 7               | 19           | met Ellie Goulding / Nr. 8 in de Single Top 100                                         |
| Pray to God                                                   | 2015                  | 18-04-2015            | 25              | 7            | met Haim / Nr. 59 in de Single Top 100                                                  |
| How Deep Is Your Love                                         | 2015                  | 01-08-2015            | 1 (2wk)         | 25           | met Disciples / Nr. 2 in de Single Top 100                                              |
| This Is What You Came For                                     | 2016                  | 14-05-2016            | 3               | 23           | met Rihanna / Nr. 3 in de Single Top 100 / Alarmschijf                                  |
| My Way                                                        | 2016                  | 01-10-2016            | 4               | 21           | Nr. 6 in de Single Top 100                                                              |
| Slide                                                         | 2017                  | 11-03-2017            | 10              | 12           | met Frank Ocean & Migos / Nr. 21 in de Single Top 100 / Alarmschijf                     |
| Heatstroke                                                    | 2017                  | 08-04-2017            | tip5            | -            | met Young Thug, Pharrell Williams & Ariana Grande                                       |
| Rollin                                                        | 2017                  | -                     |                 |              | met Future & Khalid / Nr. 58 in de Single Top 100                                       |
| Feels                                                         | 16-06-2017            | 08-07-2017            | 6               | 20           | met Katy Perry, Pharrell Williams & Big Sean / Nr. 9 in de Single Top 100 / Alarmschijf |
| Nuh Ready Nuh Ready                                           | 2018                  | 03-03-2018            | tip3            | -            | met Partynextdoor                                                                       |
| One Kiss                                                      | 2018                  | 21-04-2018            | 1 (16wk)        | 28           | met Dua Lipa / Nr. 1 in de Single Top 100 / Hit van het jaar 2018                       |
| Promises                                                      | 2018                  | 02-09-2018            | 2               | 26           | met Sam Smith / Nr. 4 in de Single Top 100 / Alarmschijf                                |
| Checklist                                                     | 2018                  | 27-10-2018            | tip19           | -            | met Normani & Wizkid                                                                    |
| I Found You                                                   | 2018                  | 12-01-2019            | 35              | 4            | met Benny Blanco                                                                        |
| Giant                                                         | 11-01-2019            | 19-01-2019            | 4               | 21           | met Rag`n`Bone Man / Nr. 8 in de Single Top 100 / Alarmschijf                           |
| Over Now                                                      | 2020                  | 29-08-2020            | tip2            | -            | met The Weeknd                                                                          |
| By Your Side                                                  | 2021                  | 12-06-2021            | 8               | 13           | met Tom Grennan                                                                         |
| Potion                                                        | 2022                  | 12-03-2022            | 31              | 2            | met Dua Lipa, Young Thug                                                                |
| Stay with Me                                                  | 2022                  | 22-7-2022             | 16              | 6            | met Justin Timberlake, Halsey, Pharrell Williams / Alarmschijf                          |
| I'm Not Here to Make Friends                                  | 2023                  | 10-02-2023            | 28              | 7            | met Sam Smith en Jessie Reyez                                                           |
| Miracle                                                       | 2022                  | 10-03-2023            | 2               | 21*          | met Ellie Goulding                                                                      |
| Desire                                                        | 2023                  | 28-07-2023            | 6               | 24*          | met Sam Smith                                                                           |
| Lovers in a past life                                         | 2024                  | 01-03-2024            | 31              | 1            | met Rag'n'Bone Man                                                                      |
| Blessings                                                     | 2025                  | 17-05-2025            | 3               | 10*          | met Clementine Douglas                                                                  |

| Single met hitnotering(en) in de Vlaamse Ultratop 50 | Datum van verschijnen | Datum van binnenkomst | Hoogste positie | Aantal weken | Opmerkingen                                                |
| ---------------------------------------------------- | --------------------- | --------------------- | --------------- | ------------ | ---------------------------------------------------------- |
| Dance wiv Me                                         | 26-01-2009            | 07-02-2009            | 40              | 4            | met Dizzee Rascal & Chrome                                 |
| I'm Not Alone                                        | 2009                  | 09-05-2009            | 13              | 16           |                                                            |
| Ready for the Weekend                                | 2009                  | 05-09-2009            | tip2            | -            |                                                            |
| Flashback                                            | 02-11-2009            | 05-12-2009            | tip10           | -            |                                                            |
| Bounce                                               | 30-05-2011            | 02-07-2011            | 7               | 16           | met Kelis                                                  |
| We Found Love                                        | 2011                  | 01-10-2011            | 3               | 24           | met Rihanna / Platina                                      |
| Feel So Close                                        | 2011                  | 05-11-2011            | 25              | 12           |                                                            |
| Let's Go                                             | 2012                  | 02-06-2012            | 31              | 9            | met Ne-Yo                                                  |
| We'll Be Coming Back                                 | 2012                  | 04-08-2012            | tip4            | -            | met Example                                                |
| Sweet Nothing                                        | 2012                  | 03-11-2012            | 9               | 18           | met Florence Welch / Goud                                  |
| Drinking from the Bottle                             | 2013                  | 16-03-2013            | 34              | 7            | met Tinie Tempah                                           |
| I Need Your Love                                     | 2013                  | 27-04-2013            | 8               | 21           | met Ellie Goulding / Goud                                  |
| Thinking About You                                   | 2013                  | 07-09-2013            | 20              | 12           | met Ayah Marar                                             |
| Eat Sleep Rave Repeat (Calvin Harris remix)          | 2013                  | 09-11-2013            | 26              | 10           | met Fatboy Slim, Riva Starr & Beardyman                    |
| Under Control                                        | 2013                  | 21-12-2013            | 42              | 5            | met Alesso & Hurts                                         |
| Summer                                               | 2014                  | 05-04-2014            | 5               | 24           | Goud                                                       |
| Blame                                                | 2014                  | 20-09-2014            | 7               | 17           | met John Newman                                            |
| Open Wide                                            | 2014                  | 15-11-2014            | tip8            | -            | met Big Sean                                               |
| Outside                                              | 2014                  | 20-12-2014            | 8               | 15           | met Ellie Goulding                                         |
| Pray to God                                          | 2015                  | 21-02-2015            | tip2            | -            | met Haim                                                   |
| How Deep Is Your Love                                | 2015                  | 01-08-2015            | 2               | 25           | met Disciples / Platina                                    |
| This Is What You Came For                            | 2016                  | 07-05-2016            | 4               | 22           | met Rihanna / 2x Platina                                   |
| Hype                                                 | 2016                  | 09-07-2016            | tip             | -            | met Dizzee Rascal                                          |
| My Way                                               | 2016                  | 01-10-2016            | 5               | 19           | Platina                                                    |
| Slide                                                | 2017                  | 11-03-2017            | 10              | 17           | met Frank Ocean & Migos / Platina                          |
| Heatstroke                                           | 2017                  | 08-04-2017            | tip             | -            | met Young Thug, Pharrell Williams & Ariana Grande          |
| Rollin                                               | 2017                  | 27-05-2017            | tip             | -            | met Future & Khalid                                        |
| Feels                                                | 2017                  | 08-07-2017            | 3               | 25           | met Pharrell Williams, Katy Perry & Big Sean / Platina     |
| Hard to Love                                         | 2017                  | 23-09-2017            | tip             | -            | met Jessie Reyez                                           |
| Faking It                                            | 2017                  | 14-10-2017            | tip23           | -            | met Kehlani & Lil Yachty                                   |
| The Weekend (Funk Wav remix)                         | 2017                  | 13-01-2018            | tip             | -            | met SZA                                                    |
| Nuh Ready Nuh Ready                                  | 2018                  | 17-02-2018            | tip34           | -            | met Partynextdoor                                          |
| One Kiss                                             | 2018                  | 14-04-2018            | 1 (13wk)        | 32           | met Dua Lipa / Best verkochte single van 2018 / 2x Platina |
| Promises                                             | 2018                  | 25-08-2018            | 1 (1wk)         | 30           | met Sam Smith / Platina                                    |
| Slow Down                                            | 2018                  | 03-11-2018            | tip             | -            | met Normani                                                |
| Checklist                                            | 2018                  | 03-11-2018            | tip             | -            | met Normani & Wizkid                                       |
| I Found You                                          | 2018                  | 10-11-2018            | tip12           | -            | met Benny Blanco                                           |
| Giant                                                | 2019                  | 19-01-2019            | 1 (5wk)         | 31           | met Rag`n`Bone Man / Platina                               |
| I'm Not Alone 2019                                   | 2019                  | 13-04-2019            | tip             | -            |                                                            |
| By Your Side                                         | 2021                  | 19-06-2021            | 23              | 21           | met Tom Grennan                                            |
| Stay with Me                                         | 2022                  | 22-7-2022             | 28              | 7            | met Justin Timberlake, Halsey, Pharrell Williams           |
| I'm Not Here to Make Friends                         | 2023                  | 10-02-2023            | 3               | 21           | met Sam Smith en Jessie Reyez                              |
| Miracle                                              | 2022                  | 10-03-2023            | 3               | 32           | met Ellie Goulding                                         |
| Desire                                               | 2023                  | 06-08-2023            | 7               | 33           | met Sam Smith / Platina                                    |
| Smoke the Pain Away                                  | 2025                  | 23-03-2025            | 17              | 5            |                                                            |
| Blessings                                            | 2025                  | 17-05-2025            | 4               | 11*          | met Clementine Douglas                                     |

### Remixes
- All Saints - Rock Steady (2006)
- Groove Armada - Get Down (2007)
- CSS - Let's Make Love and Listen to Death from Above (2007)
- Jamiroquai - Canned Heat (2007)
- The Ting Tings - Great Dj (2008)
- Cut Copy - Hearts on Fire (2008)
- Primal Scream - Uptown (2008)
- The Hours - See the Light (2008)
- Kaiser Chiefs - Good Days Bad Days (2008)
- Super Blahq - Here We Go (2009)
- The Ting Tings - We Walk (2009)
- Mr Hudson feat. Kanye West - Supernova (2009)
- Passion Pit - The reeling (2009)
- Katy Perry - Waking Up in Vegas (2009)
- Shakira - She Wolf (2009)
- Mika - We Are Golden (2009)
- David Guetta feat. Estelle - One Love (2009)
- Kelis - 4th of July (Fireworks) (2010)
- Nero - Promises (2011)
- Florence + The Machine - Spectrum (Say My Name) (2012)
- Fatboy Slim, Riva Starr & Beardyman - Eat Sleep Rave Repeat (2013)
- The Killers - When You Were Young (2013)
- Empire of the Sun - DNA (2013)
- SZA - The Weekend (2017)
- Halsey feat. Stefflon Don - Alone (2018)

### NPO Radio 2 Top 2000
| Nummers met noteringen in de NPO Radio 2 Top 2000 | '15  | '16-'18 | '19  | '20  | '21 | '22  |
| ------------------------------------------------- | ---- | ------- | ---- | ---- | --- | ---- |
| One Kiss (met Dua Lipa)                           | ×    | -       | 1861 | 1921 | -   | 1972 |
| Summer                                            | 1712 | -       | -    | -    | -   | -    |

1. ↑  Een '-' betekent dat het nummer niet was genoteerd, een '×' betekent dat het nummer nog niet was uitgebracht en een vetgedrukt getal geeft de hoogste notering van een nummer aan.
2. ↑  2015 was het eerste jaar met een notering voor Calvin Harris.
3. ↑  Deze tabel is bijgewerkt tot en met de meest recente editie (2024).

- Bibsys: 14012774
- Bibliothèque nationale de France: cb15516628d (data)
- Gemeinsame Normdatei: 135515548
- International Standard Name Identifier: 0000 0001 1497 5878
- Library of Congress Control Number: no2007146166
- MusicBrainz: 8dd98bdc-80ec-4e93-8509-2f46bafc09a7
- Nationale Bibliotheek van Tsjechië: xx0113309
- Nationale Bibliotheek van Israël: 987007415249105171
- Istituto Centrale per il Catalogo Unico: MILV345480
- Système universitaire de documentation: 248846574
- Virtual International Authority File: 120113854
- WorldCat: E39PBJbWwJbPFvdqwmHwyvkRrq